# Slag om Yavin
De Slag om Yavin (Engels: “Battle of Yavin”) is een fictieve veldslag uit het Star Warsuniversum. Het gevecht is te zien in de climax van de film Star Wars: Episode IV: A New Hope, en ging tussen de rebellenalliantie en het Galactische Keizerrijk. Het is een van de eerste overwinningen van de Rebellen op het Keizerrijk met de vernietiging van het gevechtsstation de Death Star als resultaat.

## Voorafgaand
Gedurende de Slag om Scarif bemachtigde de Rebellenalliantie de bouwplannen van de Death Star. Nadat de ontvoerde Leia Organa was gered door Han Solo, Luke Skywalker en Chewbacca, zette het keizerrijk met de Death Star koers naar Yavin IV, waar de rebellen een hoofdkwartier hadden.
Na analyse van de technische plannen van de Death Star werd een zwakke plek gevonden: een ventilatieschacht die rechtstreeks naar de reactor leidde. Toen de Death Star arriveerde, barstte de strijd los.

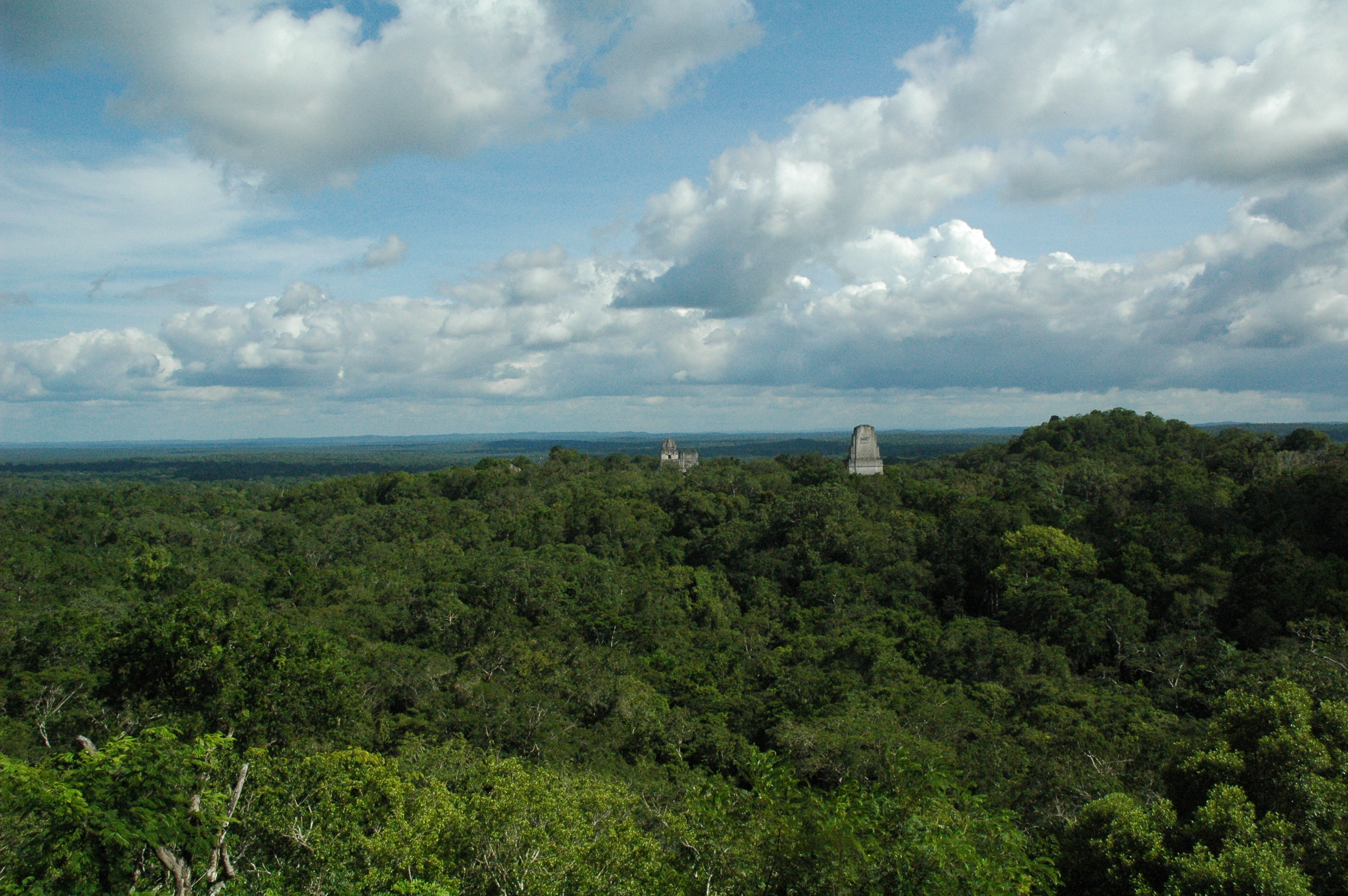
Beeld gebruikt als filmset van Yavin

## Het gevecht
De rebellen zetten een vloot van 30 X-Wing en Y-Wing fighters in, waaronder een Red 5 bestuurd door Luke Skywalker. De gele en blauwe squadrons zorgden voor afleiding, terwijl de rode en gouden squadrons zich op de kwetsbare ventilatieschacht focusten.
Daar de grote wapens van de Death Star waren ontworpen om planeten en grote schepen aan te vallen, konden ze de kleine schepen van de rebellen nauwelijks raken. Derhalve werden een aantal TIE Fighter squadrons ingezet.
De rebellen leden zware verliezen in de slag. 90% van hun vloot ging verloren. Darth Vader vocht zelf ook mee in zijn eigen schip. Dankzij tussenkomst van Han Solo en de Millennium Falcon slaagde Luke erin twee torpedo’s door de ventilatischacht te schieten. De torpedo’s troffen de reactor, en brachten die tot ontploffing. De ontploffing vernietigde in een klap de Death Star. Darth Vader was de enige rijksgezinde die op dat moment in de Death Star gestationeerd was die de slag overleefde doordat zijn schip onbestuurbaar de ruimte inschoot.

## Nasleep
De overwinning zette de Rebellenalliantie definitief op de kaart als een sterke militaire tegenstander van het Galactische Keizerrijk. Dit zorgde er echter wel voor dat het keizerrijk zich sterker ging focussen op het uitroeien van de rebellen. Keizer Palpatine/Darth Sidious wilde de Rebellen genadeloos vervolgen.

## Chronologie
De Slag om Yavin is een belangrijk onderdeel van de tijdmeting die veel door fans wordt toegepast. In deze tijdmeting dient het jaar waarin de slag plaatsvond als nulpunt. Alle gebeurtenissen van daarvoor worden gerekend als x aantal jaren voor de Slag om Yavin (BBY), en alles erna als x aantal jaar na de Slag om Yavin (ABY).